# Monasterio de San Nicolás de Ugresha
Monasterio de San Nicolás de Ugresha (en ruso: Николо-Угрешский монастырь) es un monasterio de monjes de la Iglesia Ortodoxa Rusa que está situado en la ciudad de Dzerhzinskiy (Rusia, Óblast de Moscú).  

## La historia del monasterio

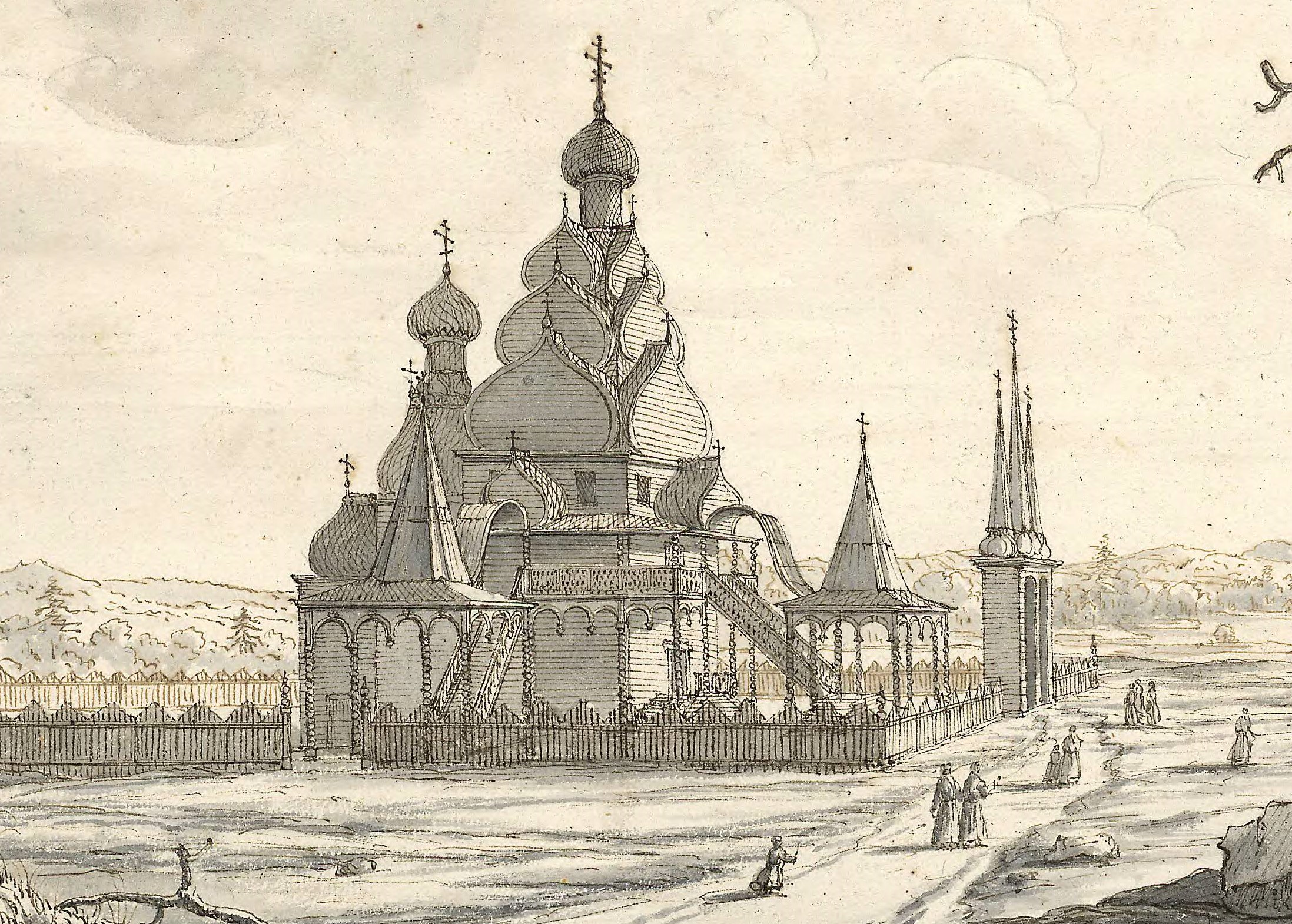
Una ilustración del monasterio

El monasterio fue fundado por el gran príncipe Dmitri Donskói en 1380 en el lugar de aparición del icono de San Nicolás. Según la leyenda en este lugar el ejército de Dmitri de Don en el camino hacia el campo Kulikovo se paró para descansar. El milagro de aparición del icono fortaleció la fe y esperanza de Dmitri y el santo príncipe dijo las siguientes palabras: “Todo esto calentó mi corazón”.
En 1521 el monasterio fue totalmente quemado por el khan Mehmed I Giray (1464-1523) que llegó a Moscú pero fue reconstruido en corto plazo.  
Las visitas regulares del zar Miguel I, y luego Alejo I, en sus peregrinaciónes, contribuyeron al desarrollo significativo y al bienestar del monasterio en el siglo XVII. Durante una de las visitas del zar Alejo I al monasterio, el 11 de julio de 1668, le acompañaban a la vez tres patriarcas ortodoxos: el de Alejandría, Paissy,  el de Antioquía, Makarios III y el de Moscú, Joasaph.    
Durante la década de los 80 del siglo XVII el monasterio fue visitado varias veces por el joven zar Pedro I. Tras la supresión de los disturbios de los strelzy el monasterio de Ugresha vuelve a ser uno de los lugares de encerramiento para los rebeldes strelzy opuestos al joven zar.  
En 1812 el monasterio fue atacado por los franceses, una de las escuadras de estos vivió unos días en el monasterio.  
En 1833 en el monasterio vivían tan solo seis monjes, así que se estaba resolviendo la cuestión acerca de su encierro. En este año el metropolitano de Moscú, Filareto decidió nombrar al abad Ignacio Brianchanínov como gobernador del monasterio y a través del Sínodo le llamó a San Petersburgo donde él estaba en aquel momento. La designación oficial del abad del Monasterio de Ugresha se llevó a cabo pero al presentársela al imperador Nicolás I, este decidió nombrar a Ignacio como gobernador del otro monasterio. Al Monasterio de Ugresha fue mandado entonces el amigo de Ignacio por propia recomendación el monje Hilario quien a pesar del constante deseo de renunciar tomó el cargo de abad del monasterio el 15 de marzo de 1834 y gobernó allí durante 18 años.   
En noviembre de 1874 en este monasterio Konstantin Leontyev se convirtió en novicio pero en la primavera del siguiente año abandonó por discrepancias con el abad Pimen. El 20 de marzo de 1917 el metropolitano Macario (Nevskiy) tras su despido del cargo de encabezamiento de la diócesis de Moscú en el periodo de su jubilación vivió en el monasterio durante unos años.

## La vida actual del monasterio
En 2014 el abad Bartolomé (Petrov) fue nombrado como gobernador del monasterio.